# Burg Granheim
Die Burg Granheim ist eine abgegangene Höhenburg auf dem hinter dem Schloss Granheim aufsteigenden 745 m ü. NN hohen Schlossberg im Gewann Burgstall am linken Ortsrand von Granheim, einem Ortsteil der Stadt Ehingen, im Alb-Donau-Kreis in Baden-Württemberg.

## Geschichte
Der Ort wird im 11. Jahrhundert als Granhaim, 1208 als Graneheim (ungedeutet) belegt. Ortsadel ist von 1208 bis um 1250 belegt; wohll ursprünglich Ministeriale der Herren von Steußlingen, später der Gundelfinger. Es wird angenommen, dass die Burg von diesem Ortsadel, wohl schon im 11. Jahrhundert, erbaut wurde und 1246 schon ein Burgstall war. Nach anderen Angaben, soll der Burgsitz um 1395 zerstört wurden sein.
Um 1250 bildete sich die Linie Maisenburg und Granheim der Herren von Gundelfingen. Dieser Zweig war wohl auf einer der Burgen wohnhaft. 1246 trug ein Swigger von Gundelfingen Ortsburg (Vorgänger von Schloss Granheim ?) und den Burgstall dem Kloster Reichenau zu Lehen auf. Die Familie starb nach 1368 aus. Über deren Erben, die Grafen von Helfenstein, kam der Ort 1407 an die Woellwarth. Von diesen 1415 an die von Speth, die auch den Besitz der Truchsessen von Bichishausen (siehe Burg Bichishausen) und somit nach und nach den ganzen Ort erwarben. Das Rittergut war beim Kanton Donau eingeschrieben und kam erst 1805 an Württemberg.

## Beschreibung
Von der Burg sind keine obertägigen Reste mehr erhalten. 
Der direkt oberhalb des Ortes liegende Burgstall ist zweigeteilt. An der Kante eines durch Felsen bedingten Steilhangs liegt ein kleiner U-förmiger Burgstall, der sich zum Abhang leicht öffnet und durch einen Halsgraben (heute noch etwa vier bis fünf Meter breit und etwa einen bis eineinhalb Meter tief) gesichert war. Die Innenfläche ist an der Bergseite lediglich knapp über fünf Meter breit und seine knapp über sieben Meter langen Schenkel öffnen sich zur Talseite hin leicht. Dabei fällt die Burgfläche von West nach Ost noch leicht um ca. vier Meter ab.
Nordwestlich am Berg oberhalb vor dem Burgstall liegt ein künstlich erhöhtes kleines Plateau. Die Mulde (etwa 5 Meter im Durchmesser und angedeutet quadratisch) in demselben deutet auf den Standort eines Gebäudes (Bergfried?) hin. Befestigungen sind nicht mehr zu erkennen. Es sind noch keine Ausgrabungen erfolgt, ohne die sich keine weitere Aussagen tätigen lassen. Möglicherweise ist der Burgstall auch neuzeitlich überformt.

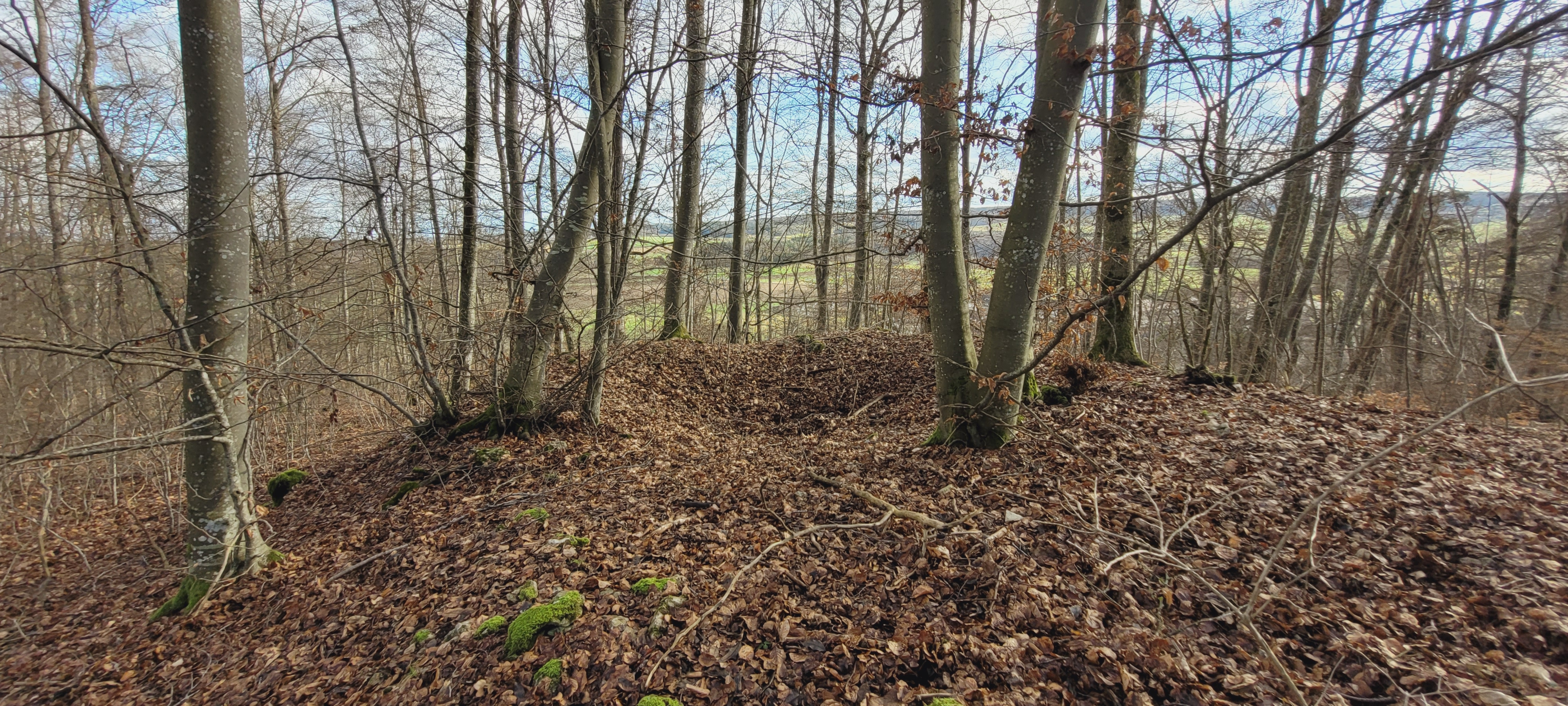
Mögliche Turmstelle oberhalb des Burgstalles
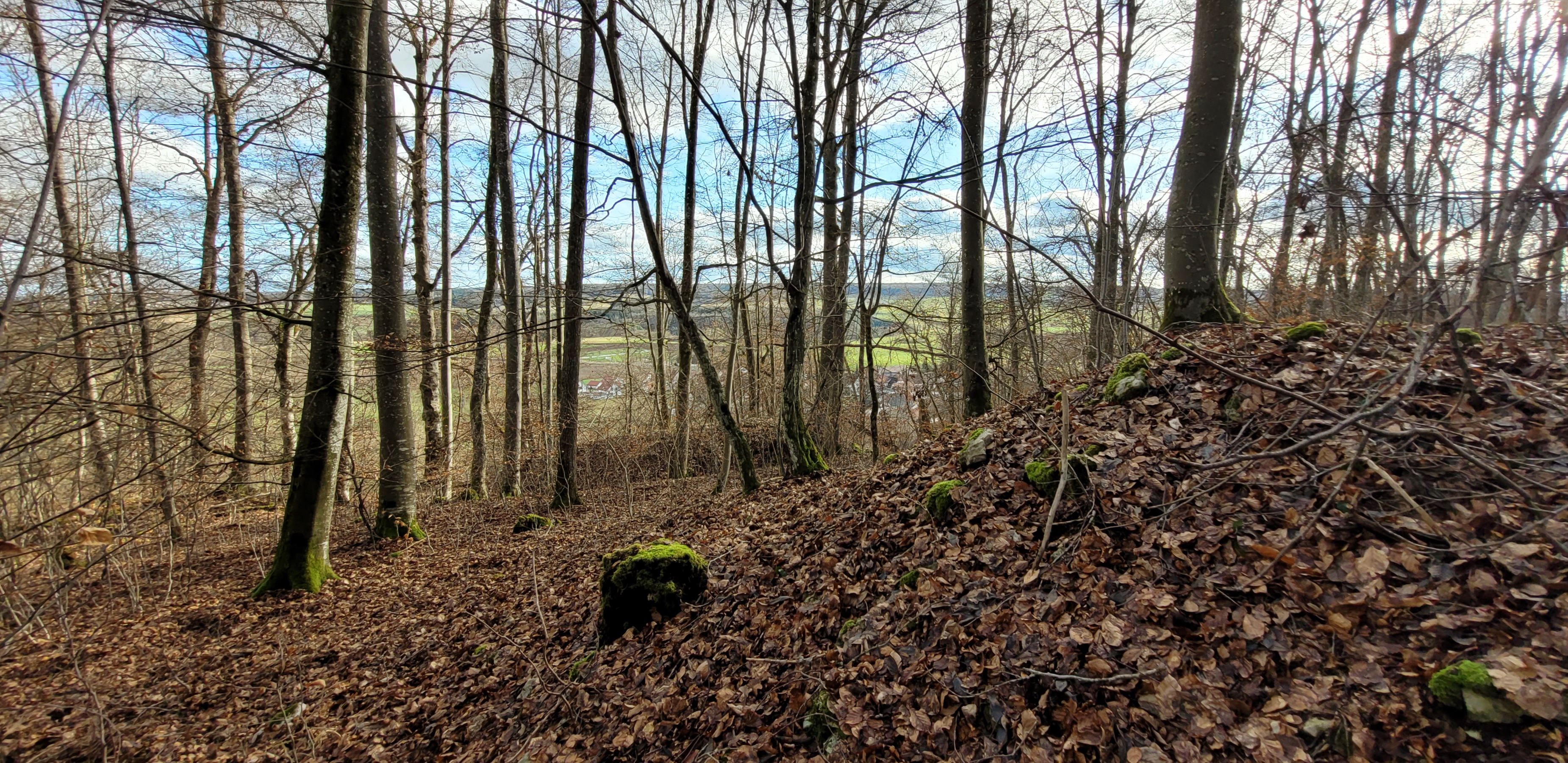
Rechts Turmstelle, davor mittig Burghügel
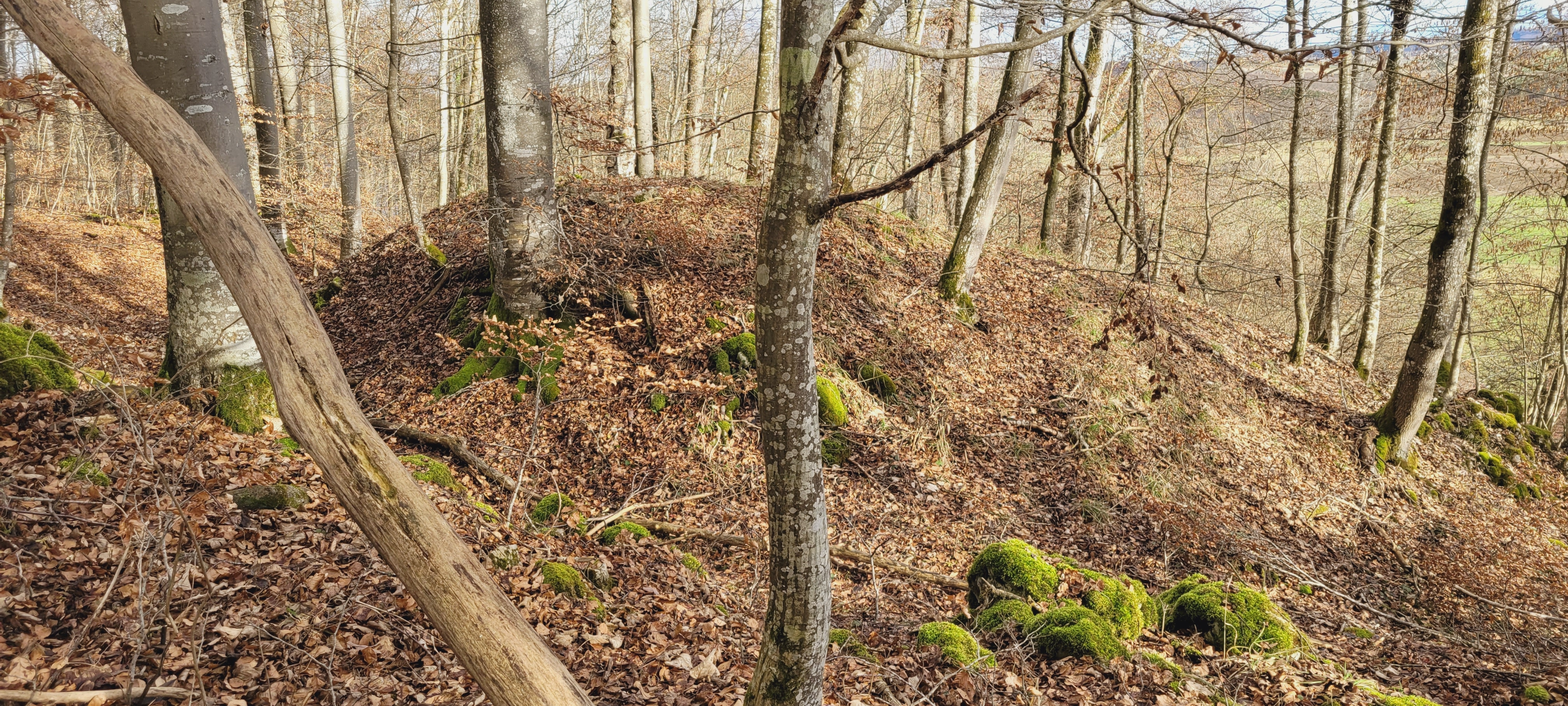
Burgstelle und Halsgraben
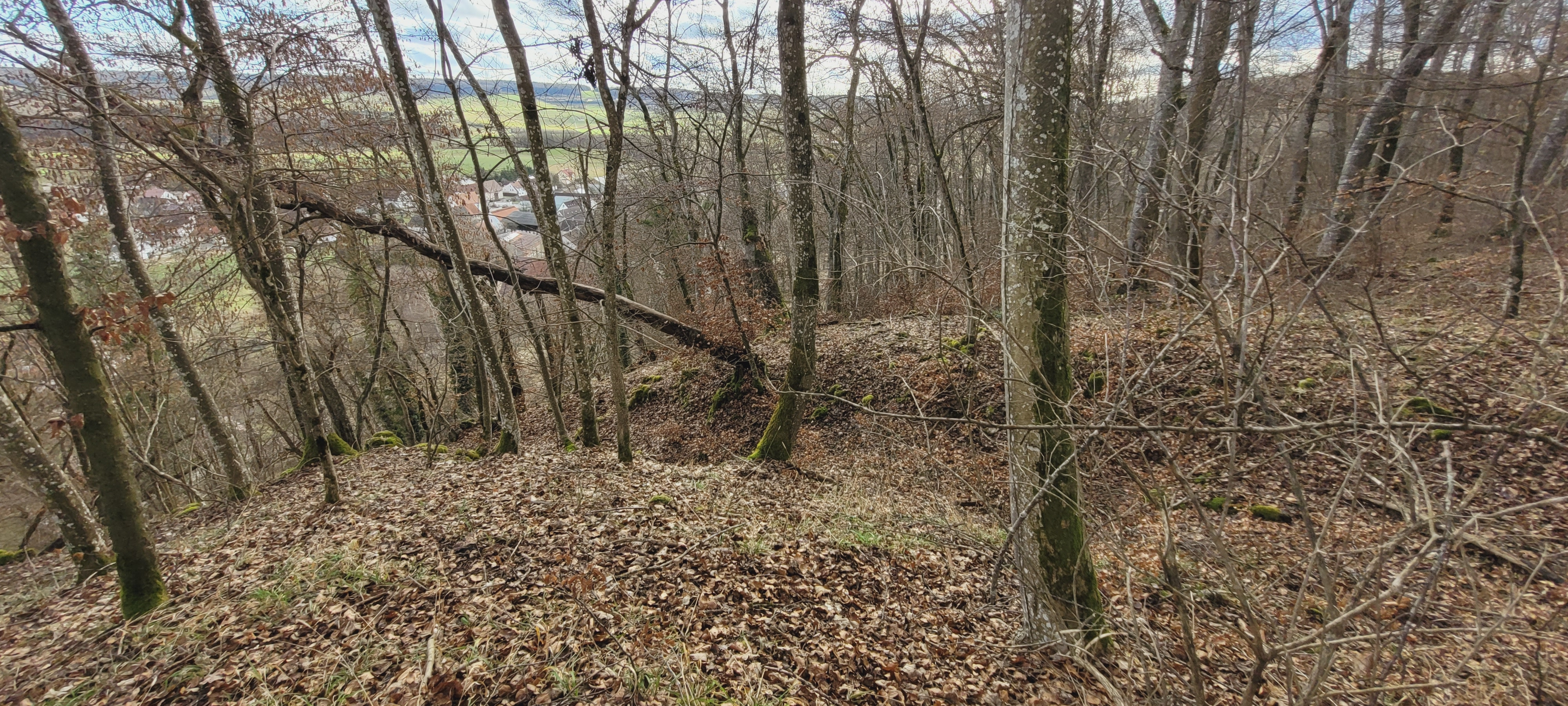
Nach Süden wurde der Aushub des Halsgrabens als Wall aufgeschichtet